# Béhen
Béhen é uma comuna francesa na região administrativa de Altos da França, no departamento de Somme. Estende-se por uma área de 9,83 km². Em 2010 a comuna tinha 519 habitantes (densidade: 52,8 hab./km²).